# 廉政公署 (新南威爾士州)
独立反腐败委员会（简称ICAC）又稱為新州廉政公署，是澳洲新南威爾士州政府的獨立機構，負責減少及調查貪污活動和提升新南威爾士州公共行政的清廉度。 根據香港廉政公署的模式和当地法律，該機構於1989年成立。

## 外部連結
- ICAC網站 （页面存档备份，存于）